# Svarttjärnen (Hässjö socken, Medelpad, 693764-159290)
Svarttjärnen är en sjö i Timrå kommun i Medelpad och ingår i Gådeån-Indalsälvens kustområde. Sjöns area är 0,02 kvadratkilometer och den befinner sig 75 meter över havet.